# معافة
معافة هي واحدة من بلديات ولاية باتنة الجزائرية. يقدر عدد سكان "بلدية معافة" 2,880 نسمة، وفقا لإحصائيات السكن والسكان لسنة 2012، يتوزعون على مداشر وقرى هي: تاسرغينت (أكبر تجمع سكني)، مولية، تافرنت، إزمورن وبرباط (مقر البلدية).

## الموقع
تقع بلدية معافة جنوب ولاية باتنة، وتتربع على مساحة إجمالية قدرها 154.26 كم²، انبثقت للوجود على إثر التقسيم الإداري لسنة 1984، وهي تابعة إقليمًا لدائرة عين التوتة، يحدها من:
- الشمال: بلدية عين التوتة.
- الجنوب: بلدية القنطرة –ولاية بسكرة-
- الشرق: بلدية بني فضالة الحقانية.
- الغرب: بلدية تيلاطو-دائرة سقانة-

## التاريخ
خلال الحقبة الاستعمارية، كانت بلدية معافة تعرف باسم: جبل لقرون، وكانت آنذاك خاضعة لحكم المعمر الفرنسي ماكماهون بعين التوتة، شيد بها هذا الأخير مركز إستعماري بقرية تافرنت لإحكام قبضته على الثورة التحريرية الكبرى، هذا المركز تم تدميره بقيادة وتخطيط سي الصالح زيداني مسؤول ناحية عين التوتة ليلة:30/05/1956 ....
تتواجد على مستوى إقليم بلدية معافة عدة منشآت ومرافق موزعة على قراها ومداشرها كالآتي.
- قرية تاسرغينت:
  - مؤسستان تربويتان للطور الأول.
  - مطعمان مدرسيان.
  - قاعتان للعلاج.
  - فرع إداري.
  - منقب فلاحي تم إنجازه في إطار مشاريع التنمية الريفية المندمجة.
- قرية مولية:
  - مؤسسة مدرسية للطور الأول.
  - مطعم مدرسي.
  - قاعتان للعلاج.
  - فرع إداري.
  - وكالة بريدية.
- قرية تافرنت:
  - مؤسسة تربوية للطور الأول.
  - فرع إداري.
  - ملعب جواري.
- قرية إزمورن:
  - مؤسسة تربوية للطور الأول غير عملية.
  - برباط (مقر البلدية):
  - إكمالية.
  - مؤسسة تربوية للطور الأول.
  - قاعة للمطالعة.
  - وكالة بريدية.
  - مقر للدرك الوطني.
  - حاجز مائي.